# Robert Edwards (Genetiker)

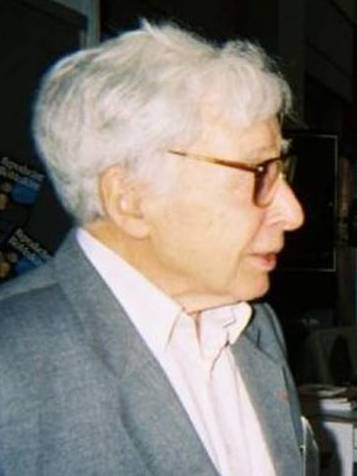
Robert Edwards (2010)

Sir Robert Geoffrey Edwards, CBE, FRS (* 27. September 1925 in Batley, England; † 10. April 2013 bei Cambridge, England) war ein britischer Biologe, Genetiker und Pionier auf dem Gebiet der Reproduktionsmedizin. Zusammen mit dem britischen Gynäkologen Patrick Steptoe und der Embryologin und Krankenpflegerin Jean Purdy entwickelte Edwards die In-vitro-Fertilisation, wofür er 2010 den Nobelpreis für Physiologie oder Medizin erhielt.

## Leben
Robert Edwards – Sohn von Samuel und Margaret Edwards – diente nach dem Besuch der Manchester High School während des Zweiten Weltkriegs in der britischen Armee. Danach studierte er von 1948 bis 1951 Landwirtschaft und Zoologie an der University of Wales, Bangor, und von 1951 bis 1957 das Fach Genetik an der University of Edinburgh. 1955 wurde er promoviert.

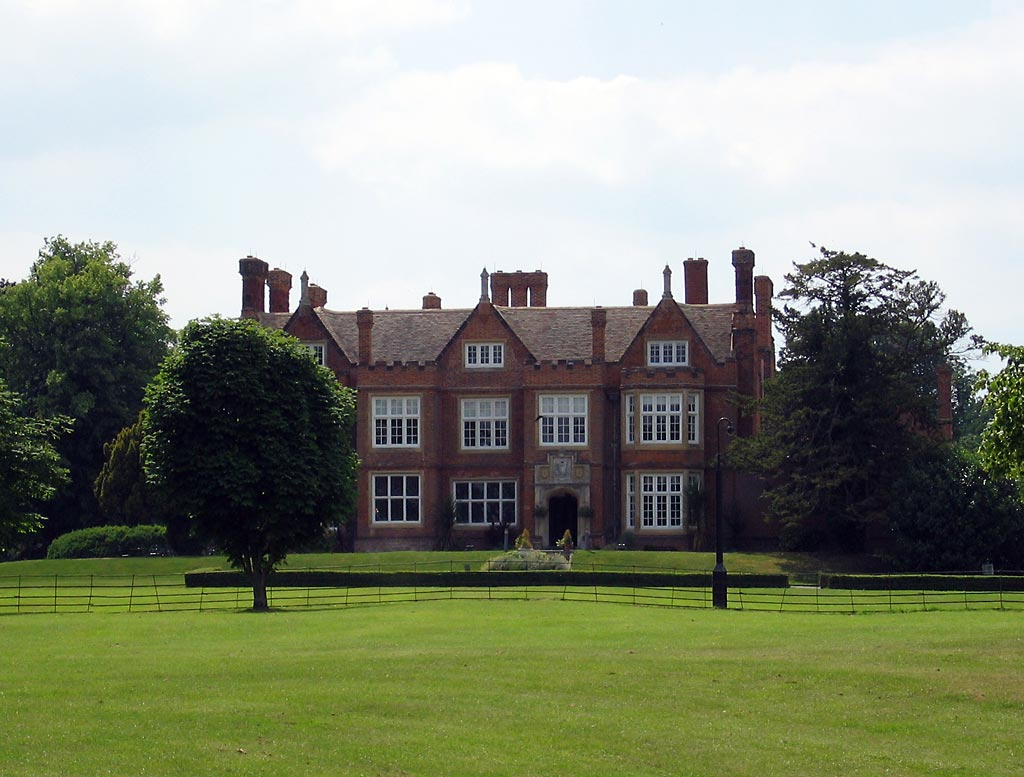
Bourn Hall Clinic

Unmittelbar nach dem Studium arbeitete er ein Jahr lang als Research Fellow am California Institute of Technology. 1958 wurde Edwards in England ein Mitarbeiter im National Institute of Medical Research. 1962 wechselte er zunächst zur University of Glasgow und dann 1963 zur University of Cambridge. 1965 absolvierte er je einen wissenschaftlichen Gastaufenthalt an Johns Hopkins University und 1966 an der University of North Carolina. Nach seiner Rückkehr lehrte Edwards Physiologie an der Universität in Cambridge. Nach einem Wissenschaftsjahr an der Free University of Brussels erhielt Edwards 1985 in Cambridge eine Professur für Reproduktionsmedizin, die er bis 1989 innehatte.
1980 gründeten Robert Edwards und sein Kollege Patrick Steptoe in Cambridgeshire die Bourn Hall Clinic.
Er war mit Ruth Edwards verheiratet und Vater von fünf Töchtern.

## Leistungen
Bereits 1960 erwog Edwards die Zeugung eines Embryos in einem Reagenzglas (In vitro): Ein Gynäkologe stellte ihm Eizellen und Teile von Ovarien für Versuche zur Verfügung. Edwards versuchte zunächst, die Eizellen mit seinem Sperma zu befruchten und dann weiterzukultivieren.
Ab 1968 arbeitete Edwards mit dem Gynäkologen Patrick Steptoe und der Krankenpflegerin Jean Purdy zusammen. Um an weiteres Material zu gelangen, haben sie Frauen, die vor einer Hysterektomie (Gebärmutterentfernung) standen, gebeten, vorher noch Geschlechtsverkehr mit ihren Männern zu haben. So hofften sie Spermien zu erhalten, die in den weiblichen Reproduktionstrakt gelangt waren. Ethisch gesehen war das Vorgehen der beiden Mediziner diskussionswürdig. Edwards verteidigte sich aber damit, er respektiere das Recht seiner Patienten, eine eigene Familie gründen zu können.
In den Jahren 1972 bis 1974 wurden erstmals Embryonen in ihre Mütter transferiert, aber Schwangerschaften blieben aus. 1976 erreichten Edwards, Purdy und Steptoe das erste Mal eine Eileiterschwangerschaft. 1977 gelang die erste künstliche Befruchtung einer Frau: Am 25. Juli 1978 wurde die Tochter Louise Brown von ihrer Mutter Lesley Brown (1947–2012) per Kaiserschnitt entbunden. Zu diesem Zeitpunkt waren vier weitere Frauen schwanger, jedoch konnte 1979 nur ein zweites gesundes Baby geboren werden.
Edwards versuchte als erster Forscher, überzählige Embryonen zu kryokonservieren. Beim Transport nach London überstanden den Transport jedoch nur wenige und der Rest überlebte das Einfrieren nicht. Daraufhin konstruierte Edwards ein eigenes Konservierungsgerät.

## Auszeichnungen
- 2001: Albert Lasker Award for Clinical Medical Research
- 2010: Nobelpreis für Physiologie oder Medizin
- 2011: Knight Bachelor
- 2011: Order of the British Empire CBE

## Veröffentlichungen
- A Matter of Life. How the first „Test Tube Baby“ was Conceived and Born. Gemeinsam mit Patrick Steptoe. Morrow, New York 1980.